# Global A Go-Go
Global A Go-Go – druga płyta Joego Strummera i zespołu The Mescaleros, wydana 24 czerwca 2001 przez wytwórnię Hellcat Records.

## Lista utworów
1. Johnny Appleseed
2. Cool 'N' Out
3. Global A Go-Go
4. Bhindi Bhagee
5. Gamma Ray
6. Mega Bottle Ride
7. Shaktar Donetsk
8. Mondo Bongo
9. Bummed Out City
10. At The Border, Guy
11. Minstrel Boy

## Muzycy
1. Joe Strummer - wokal, producent
2. Martin Slattery - syntezator, gitara basowa, melodika, saksofon, organy Hammonda, akordeon, gitara, flet, wokal, producent
3. Scott Shields - gitara basowa, gitara, bongosy, organy Hammonda, dzwonki, loopy, perkusja, wokal, producent
4. Pablo Cook - przeszkadzajki, dzwonki, perkusja, bongosy, tamburyn, conga
5. Tymon Dogg - gitara klasyczna, skrzypce, mandolina
6. Richard Flack - cymbały, wokal, producent
7. Roger Daltrey - wokale
8. Antony Genn - syntezator, loopy
9. Chris Lasalle - sekwencer